# Megachernes
Megachernes es un género de arácnido  del orden Pseudoscorpionida de la familia Chernetidae.

## Especies
Las especies de este género son:
- Megachernes afghanicus Beier, 1959
- Megachernes barbatus Beier, 1951
- Megachernes crinitus Beier, 1948
- Megachernes grandis (Beier, 1930)
- Megachernes himalayensis (Ellingsen, 1914)
- Megachernes limatus Hoff & Parrack, 1958
- Megachernes loebli Schawaller, 1991
- Megachernes mongolicus (Redikorzev, 1934)
- Megachernes monstrosus Beier, 1966
- Megachernes ochotonae Krumpál & Kiefer, 1982
- Megachernes papuanus Beier, 1948
- Megachernes pavlovskyi Redikorzev, 1949
- Megachernes penicillatus Beier, 1948
- Megachernes philippinus Beier, 1966
- Megachernes queenslandicus Beier, 1948
- Megachernes ryugadensis Morikawa, 1954
- Megachernes soricicola Beier, 1974
- Megachernes titanius Beier, 1951
- Megachernes trautneri Schawaller, 1994
- Megachernes vietnamensis Beier, 1967